# سفارة الولايات المتحدة في كوبا
السفارة الأمريكية في كوبا في هافانا العاصمة الكربية هي مقر العلاقات الدبلوماسية بين البلدين ، وتشهد العلاقات الدبلوماسية بين البلدين منذ عام 1959 الكثير من الخلافات على مستوى التمثيل الدبلوماسي.

## انظر ايضاً
- علاقات أمريكية كوبية